# 铁底河
铁底河，位于河南省东部，是涡河左岸一条支流，发源于开封县陈留镇西南，汇惠济河西南区间水向东南流，穿过通许县东北角进入杞县境，东南流经杞县西南部的高阳镇、苏木乡等乡镇，至板木乡北，宗店乡西，折向南，进入太康县，流经太康县东部地区，最后于朱口镇南部小李村西注入涡河。全长103公里，流域面积691平方公里。目前铁底河水质较差，污染较为严重。